# 船越雅史
船越 雅史（ふなこし まさし、1962年4月17日 - ）は、日本のフリーアナウンサー。元日本テレビのアナウンサー、情報・制作局次長。奈良県奈良市出身。血液型A型。

## 来歴・人物
洛星中学校・高等学校を経て、早稲田大学政治経済学部卒業。大学時代は、アナウンス研究会に所属。1986年に日本テレビ入社。同期に斉木かおりがいる。スポーツ中継を中心に担当し、2000年のシドニーオリンピックのサッカーグループリーグ予選「日本VS南アフリカ」の中継で絶叫アナウンサーとして有名になった。
巨人のシーズン開幕戦（開催が東京ドームの場合のみ）の実況を2002年（対阪神）、2003年（対中日）、2004年（対阪神）、2005年（対広島）、2006年（対横浜）の5年連続で担当した。また日本シリーズでは2002年の第1戦（対西武ライオンズ）で実況を担当した。
野球以外では、新春スポーツスペシャル箱根駅伝のセンター実況を2005年から2年間務めた。
その後、自身の不祥事により、2006年12月にコンプライアンス推進室ライツ審査部に異動するが、2011年7月、コンテンツ事業局マルチユースセンターライツ事業部に異動し、事業担当副部長に就任した。2012年6月1日付でコンテンツ事業局ライツ事業部長に、2013年6月1日付で事業局コンテンツ事業部長に就任し、日本テレビ製作のアニメ事業全般に携わる。
アニメコンテンツ関係の業務に就いてからは、自ら企画に関わった『ガッチャマンクラウズ」』（ニュースキャスター役）『はじめの一歩 Rising』（実況アナウンサー役。キャラクターデザインは船越本人に似せている）『犬猫アワー47都道府犬＆にゃ〜めん』（ニュースキャスター役）にて、声優として出演したこともある。
2014年に入り、1月のタツノコプロ買収、2月のHulu日本事業の譲受と、日本テレビが立て続けに行ったM&Aに実務責任者として関わっている。同年4月には日本テレビに籍は残しつつも、Hulu日本事業の受け皿会社として設立された「HJホールディングス合同会社」に出向、同社ヴァイス・チェアマンとなる。2015年4月には同社職務執行者社長に就任し、正式に同社を率いることになった。2017年4月、同社の合同会社から株式会社への組織変更に伴い、取締役副社長。
2017年6月、HJホールディングスからバップ株式会社に転属し、同社取締役副社長執行役員と株式会社バップ音楽出版取締役に、それぞれ就任。
2019年2月、日本テレビに帰向し現職。
2022年4月、日本テレビを定年退職。株式会社SFIDAと業務提携し、アナウンサーとしての活動を再開。

## アナウンス部での担当番組
- ズームイン!!サタデー - ぐっ!とモーニングスポーツ
- 新春スポーツスペシャル箱根駅伝など、スポーツ実況全般

## コンテンツ事業での担当番組

### テレビアニメ
- それいけ!アンパンマン（企画）
- ちはやふる2（企画、製作委員会）
- GJ部（製作）
- 帰宅部活動記録（企画）
- ガッチャマン クラウズ（企画）
- はじめの一歩 Rising（企画）
- てさぐれ!部活もの（第2期まで、制作）
- ルパン三世 princess of the breeze 〜隠された空中都市〜（企画）
- HUNTER×HUNTER（第2作）（企画）
- コンビニカレシ（企画）

### サウンドドラマ
- 声優戦隊ボイストーム7（制作）

### 劇場アニメ
- 劇場版 HUNTER×HUNTER 緋色の幻影（ハンター協会スペシャルサポーターズ）
- 劇場版 HUNTER×HUNTER -The LAST MISSION-（日本テレビスペシャルサポーターズ）
- それいけ!アンパンマン かがやけ!クルンといのちの星（制作）